# Torre del Porticciolo
La torre del Porticciolo, storicamente e ufficialmente in catalano algherese La Torre del Portitxol, le cui varie trascrizioni dei nomi riportate nei secoli conducono tutte al medesimo significato di piccolo approdo per naviglio di stazza ridotta, fu costruita nella seconda metà del XVI secolo dai corallari di Alghero che, nella spiaggia del Portitxol, riparavano le barche.
Già nel 1572, nella torre stavano 2 pezzi di artiglieria con 3 uomini di guardia alle barche. Dalla quota di 48 metri, i torrieri avevano una splendida visuale sino a 25 km e rimanevano in contatto con le torri di porto Conte e quelle di porto Ferro.
Nonostante le avverse condizioni di conservazione, si può osservare che la struttura appare formata da un cilindro adagiato sopra un anomalo basamento scarpato a tronco di cono gradinato; costruita su un pendio digradante verso il mare, presenta un'altezza media di circa 10,60 metri.
La ristrutturazione, completata nella primavera del 2009, ha riportato la torre al suo antico splendore.
La torre del Porticciolo fa parte dei comprensori del parco naturale di Porto Conte e dell'area naturale marina protetta Capo Caccia - Isola Piana.
Nell'estate del 2008 viene fatta una sensazionale scoperta, quasi per caso: ritrovamenti di frammenti di ossa di dinosauro ai piedi della Torre.
Nel corso di oltre 10 campagne di scavo (l'ultima in ordine cronologico nel Maggio 2019) dirette dal Prof. Ausonio Ronchi, sono state recuperate oltre settanta ossa e numerosi frammenti dai depositi permiani della Formazione di Cala del Vino. Il primo sinapside basale scoperto in Italia è stato ritrovato ad Alghero, sul promontorio della Torre di Porticciolo. Si tratta di un Alierasaurus ronchii, un caseide erbivoro di grandi dimensioni (circa 7metri), che viveva nel Permiano medio fra 279 e 272milioni di anni fa, come spiega Viviana Monastero, nel suo articolo pubblicato dal National Geographic Italia. I fossili sono studiati dai paleontologi del Dipartimento di Scienze della terra dell'Università La Sapienza di Roma, in collaborazione con il Dipartimento di Scienza della terra dell'Università di Pavia ed il Museum fur Naturkunde di Berlino, il cui studio è stato recentemente pubblicato su Palaeontologia Electronica.

## Galleria d'immagini

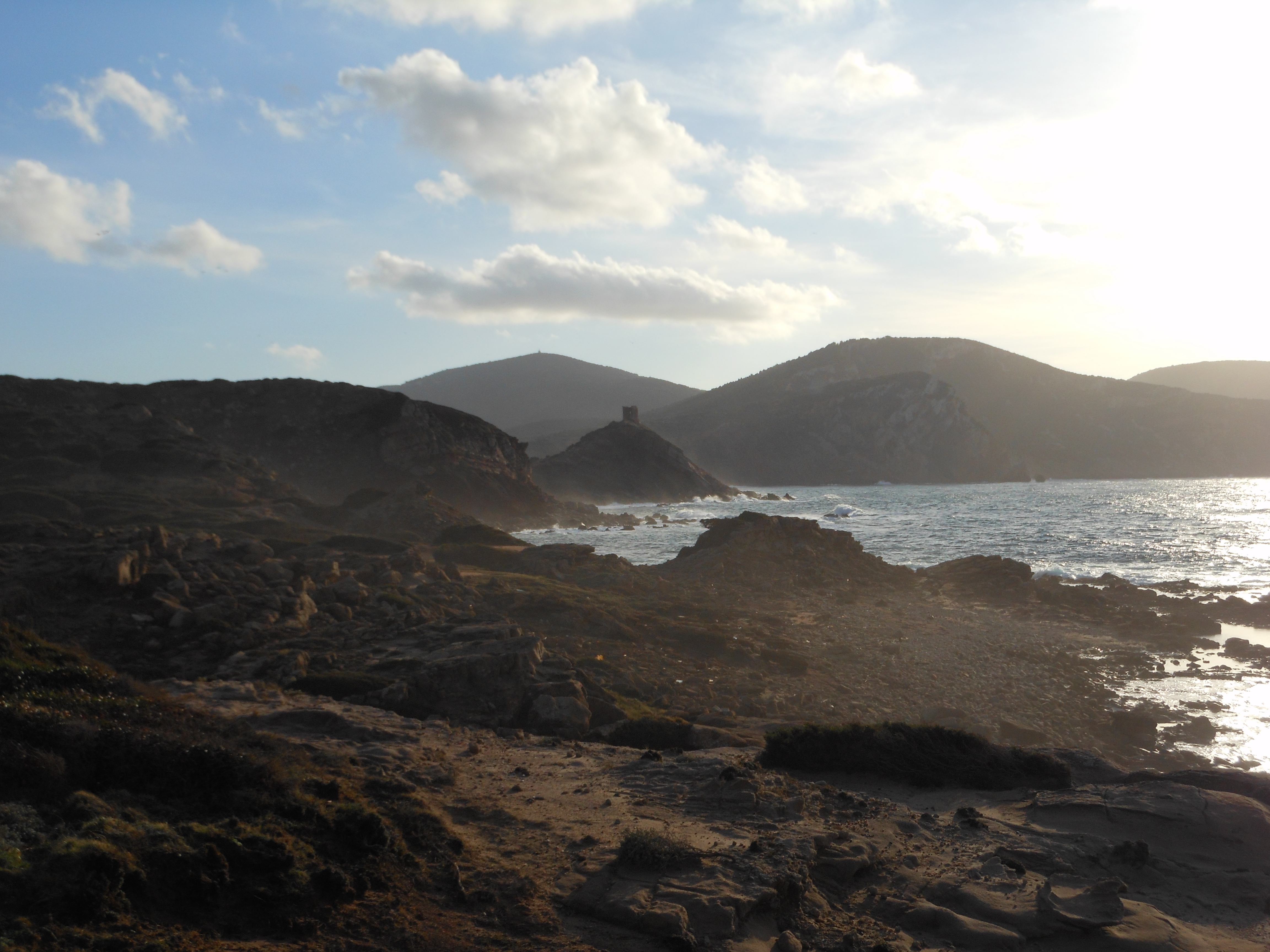
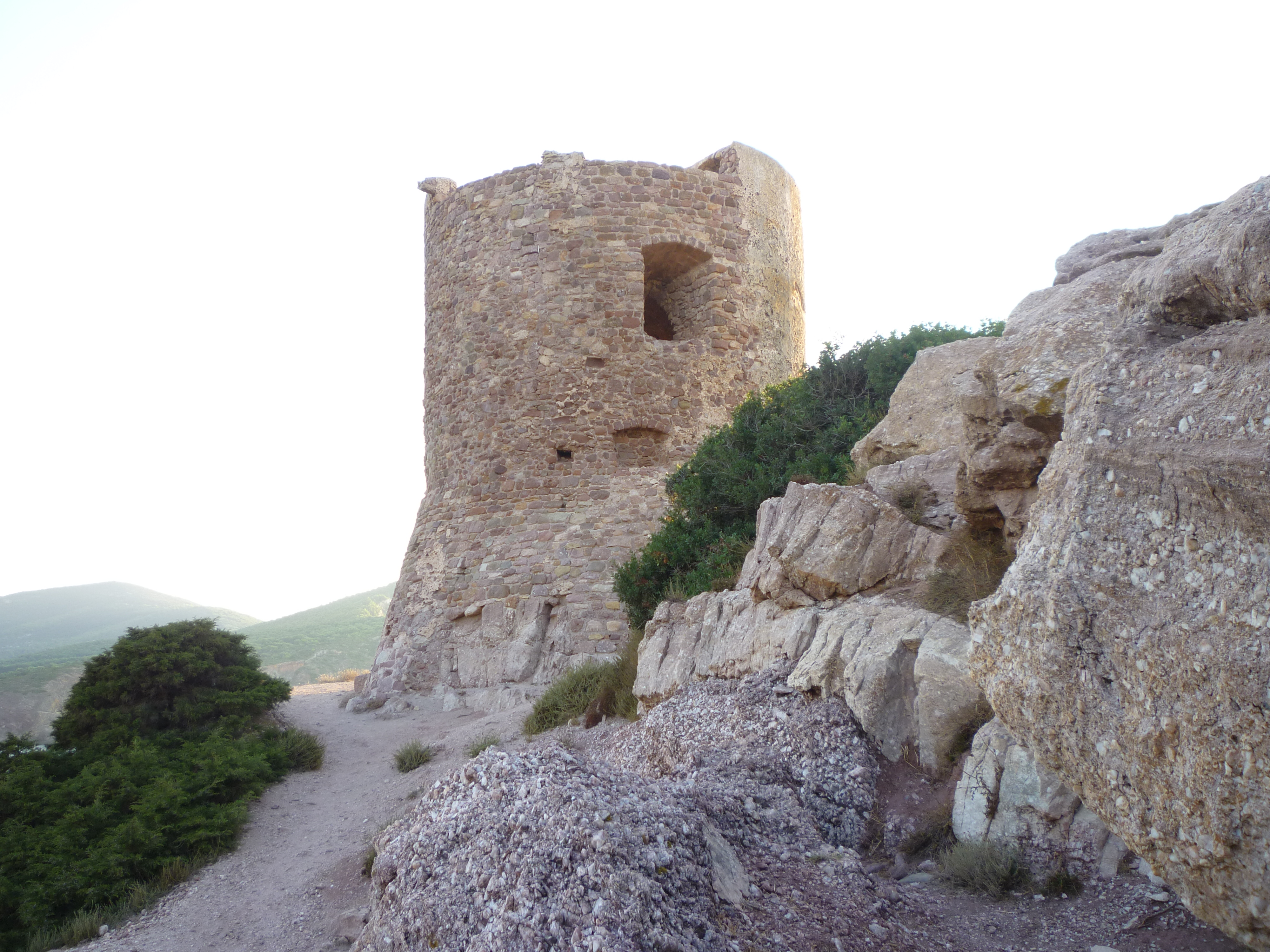
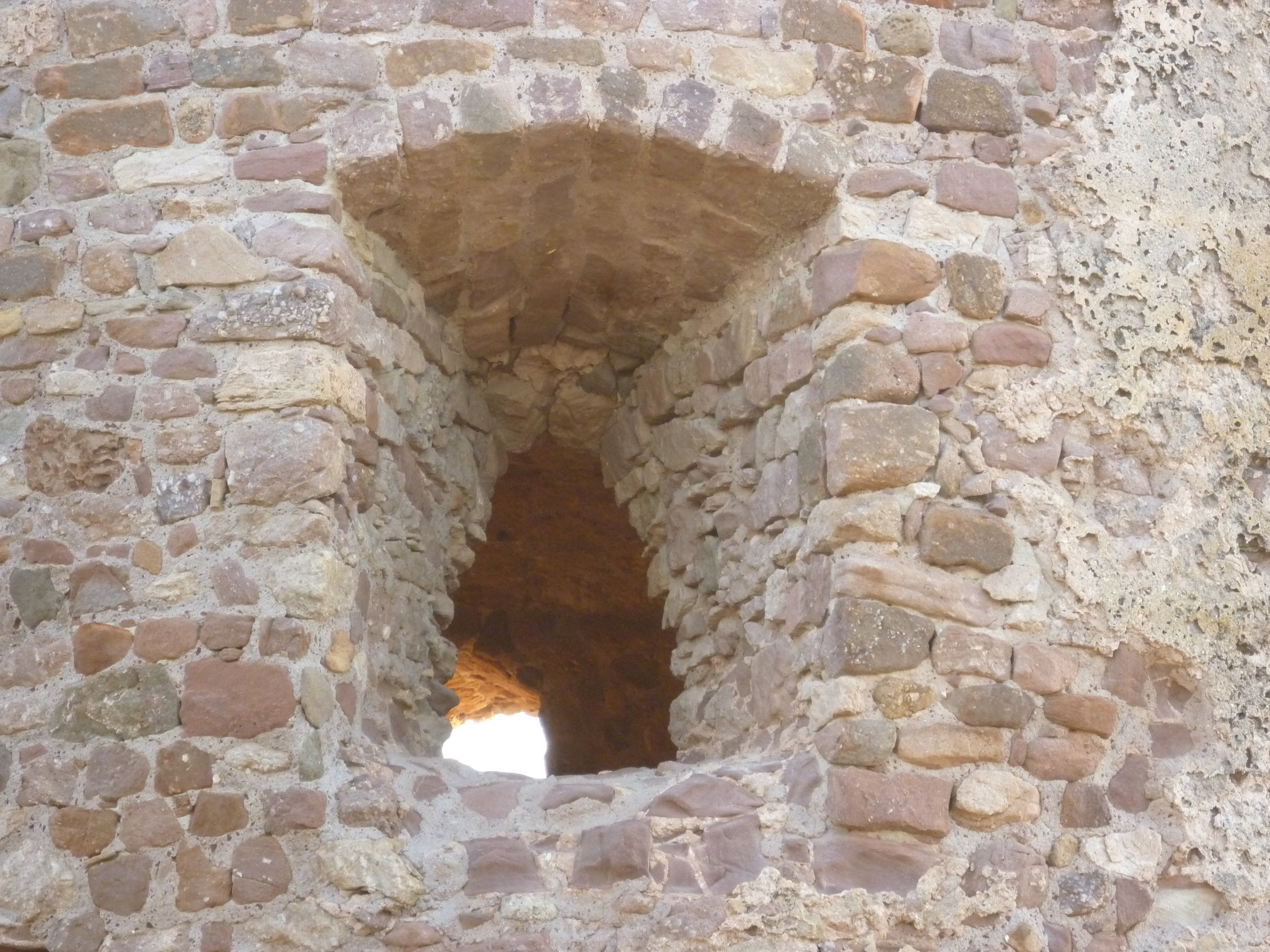

## Voci correlate

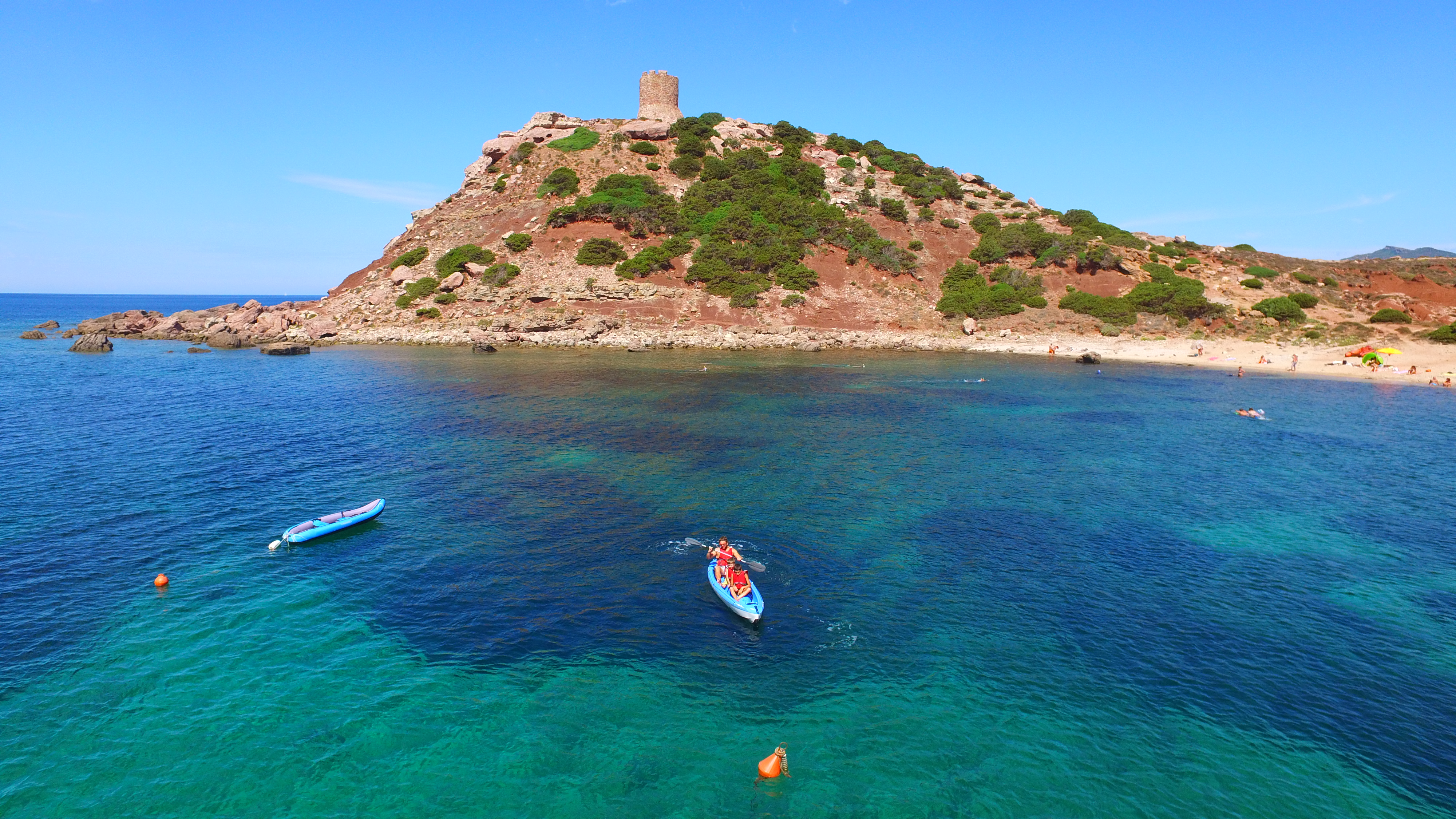